# توشیو ایواتانی
توشیو ایواتانی (به انگلیسی: Toshio Iwatani) بازیکن فوتبال اهل ژاپن و عضو تیم ملی فوتبال ژاپن است که در تاریخ ۰۷ مارس ۱۹۵۱ میلادی اولین بازی ملی‌اش را انجام داد. او در ۸ بازی ملی حضور داشت و آخرین بازی ملی خود را در تاریخ ۱۰ ژوئن ۱۹۵۶ میلادی انجام داد. توشیو ایواتانی در بازی‌های ملی‌اش
۴ گل به ثمر رساند.